# Констабл
Констабл или констебл (енгл. constable) био је назив за службено лице које је вршило полицијску власт у средњовјековној Енглеској. Данас, међу звањима државних великодостојника у Уједињеном Краљевству постоји звање лорд високи констабл (енгл. Lord High Constable). У Француској постојало је звање конетабл (фр. connetable), који је био главни војни заповједник.
Назив констабл се употребљава и за полицијске чиновнике у појединим земљама.